# Sebersdorf
Sebersdorf è una frazione di 1 407 abitanti del comune austriaco di Bad Waltersdorf, nel distretto di Hartberg-Fürstenfeld (Stiria). Già comune autonomo, il 1º gennaio 2015 è stato aggregato a Bad Waltersdorf assieme alla località di Oberlimbach, già frazione del comune di Limbach bei Neudau.